# Bagnaria Arsa
Bagnaria Arsa (friuli nyelven Bagnarie) település Olaszországban, Friuli-Venezia Giulia régióban, Udine megyében. Lakosainak száma 3436 fő (2023. január 1.). Bagnaria Arsa Aiello del Friuli, Gonars, Torviscosa, Cervignano del Friuli, Palmanova és Visco községekkel határos.

## Népesség
A település népességének változása:
| Lakosok száma | 3528 | 3483 | 3436 |
|               | 2017 | 2018 | 2023 |